# 茌平区
茌平区位于中华人民共和国山东省西部，是聊城市所辖的一个市辖区。區政府駐振兴街道中心街5226號。
茌平區，因區境在茌山之平陸，故名茌平；為黃河沖積平原，地勢較平緩，地面傾斜方向基本隨河流流向自西南向東北微傾。

## 历史
秦行郡县制，置茌平县，属东郡治茌平，因县境在茌山之平地，故名茌平。2019年8月6日，茌平县正式撤县设区，成为聊城市第二个市辖区。

## 行政区划
茌平区下辖3个街道办事处、10个镇、1个乡：
振兴街道、信发街道、温陈街道、乐平铺镇、冯官屯镇、菜屯镇、博平镇、杜郎口镇、韩屯镇、胡屯镇、肖家庄镇、贾寨镇、洪官屯镇和杨官屯乡。

## 人口
截至2020年11月，根據第七次全国人口普查顯示：茌平區常住人口517641人。共有家庭户185628 户，集體户6663户，家庭户人口502627 人，集體户人口15014人。人口中，男性人口261364人，佔50.49%；女性人口256277人，佔49.51%。總人口性別比101.98。

## 交通
- 309国道过境。

## 名人
Category: 茌平人